# Вирта, Ханну
Ханну Маркус Вирта (фин. Hannu Markus Virta; род. 22 марта 1963, Турку, Финляндия) — финский хоккеист и тренер.

## Биография
Воспитанник хоккейного клуба ТПС Турку, выступал за клуб на юношеских и молодёжных соревнованиях. В сезоне 1980/81 сыграл первый матч за клуб на профессиональном уровне. В 1981 году на драфте НХЛ был выбран командой «Баффало Сейбрз». Сезон 1981/82 начал в ТПС, но затем уехал за океан. В национальной хоккейной лиге выступал за «Баффало» 5 сезонов, с 1981 по 1986 год. Всего в НХЛ в регулярном первенстве провёл 245 матчей, забросил 25 шайб и отдал 101 голевую передачу, а в плей-офф в 17 встречах забил 1 гол и отдал три голевых паса.
В 1986 году вернулся в ТПС, где выступал до 1994 года в качестве капитана команды. В составе клуба стал четырёхкратным чемпионом Финляндии. С 1994 по 1996 выступал во второй швейцарской лиге за «Грассхоппер». Сезон 1996/97 вновь провёл в ТПС, а в следующем сезоне играл за цюрихский «Лайонз». По окончании сезона завершил карьеру игрока.
В сборной Финляндии выступал на юниорских и молодёжных уровнях, завоевал бронзовую медаль молодёжного первенства мира 1982 года. В 1987 году впервые вызван в главную сборную. За национальную команду выступал до 1997 года, завоевал одну золотую и одну серебряную медаль чемпионата мира по хоккею с шайбой, а также бронзовую медаль Олимпийских игр в Лиллехаммере.
В 1998 году Ханну Вирта вошёл в тренерский штаб ТПС в качестве ассистента тренера. В 2003 году возглавил хоккейный клуб «Блюз». В середине сезона 2004/05 покинул клуб. С 2007 по 2009 год — главный тренер ТПС. В 2009 году возглавлял также швейцарский «Лугано». В 2010 году занял должность помощника тренера столичного «Йокерита». В 2017 году вместе с главным тренером «Йокерита» Эрккой Вестерлундом перешёл в уфимский «Салават Юлаев».